# صدف خرما
صدف خرما (نام علمی: Lithophaga lithophaga) نام یک گونه از تیره دوکفه‌ای‌های میتیلیدا است.